# Louis Jourdan (acteur)
Pour les articles homonymes, voir Gendre (homonymie), Jourdan et Louis Jourdan (homonymie).
Louis Gendre, dit Louis Jourdan, est un acteur français né le 19 juin 1921 à Marseille et mort le 14 février 2015 à Beverly Hills,.
Après avoir débuté en France, il s'expatrie aux États-Unis dès la fin des années 1940 et fait ensuite l'essentiel de sa carrière dans le cinéma américain.

## Biographie
Louis Jourdan est le fils d'Henry Gendre et d'Yvonne Jourdan, propriétaires d'un hôtel, et le frère de Pierre Jourdan. Dès 17 ans, il témoigne de son désir de devenir acteur lorsque son père, directeur, à l'époque, du Grand Hôtel à Cannes, le présente à ses hôtes Raimu et Charles Blavette en marge du tournage de La Femme du Boulanger (1938). Il est élevé en France, en Turquie et en Angleterre, et s'exerce en tant qu'acteur à l'École dramatique, faisant ses débuts à l'écran en 1939.
Pendant l'occupation allemande, durant la Seconde Guerre mondiale, il continue à faire des films, surtout avec Marc Allégret (L'Arlésienne d'après Alphonse Daudet, La Belle Aventure et Les Petites du quai aux fleurs sur des scénarios de Marcel Achard, Félicie Nanteuil d'après Anatole France) et Marcel L'Herbier (La Vie de bohème d'après Henry Murger, dans le rôle de Rodolphe), qui l'ont fait débuter ; flirtant avec Danielle Darrieux dans l'immense succès Premier Rendez-vous, fiancé (au moins par les journaux) avec Micheline Presle, sa partenaire régulière, Jourdan s'impose comme le jeune premier numéro un du cinéma français. Néanmoins, refusant de participer aux productions cinématographiques de propagande nazie, il rejoint la Résistance française. Son père est arrêté par la Gestapo. Après la Libération, Louis Jourdan épouse Berthe Frédérique, avec qui il a un fils.
Repéré par David O. Selznick, l'acteur tente en 1946 l'aventure du cinéma américain, faisant l'objet d'un grand battage publicitaire qui le rend célèbre avant même qu'il ait tourné un film en Amérique . Après un rôle central (proche de l'amant de Lady Chatterley) au milieu d'une distribution impressionnante (Gregory Peck, Charles Laughton, Charles Coburn, Ethel Barrymore, Alida Valli), dans Le Procès Paradine (1947), un film d'Alfred Hitchcock qui n'obtient pas le succès escompté, il tient l'année suivante, face à Joan Fontaine, le principal rôle masculin de Lettre d'une inconnue, réalisé aux États-Unis par Max Ophüls.
Louis Jourdan mène dès lors une seconde carrière à Hollywood, où il joue des personnages de « French Lover » à la manière d'un Charles Boyer, avec pour partenaires Jennifer Jones (Jourdan est Rodolphe dans Madame Bovary), Debra Paget, Jean Peters, Doris Day, Grace Kelly, Elizabeth Taylor, souvent dirigé par des cinéastes prestigieux (Vincente Minnelli à plusieurs reprises, Delmer Daves, Jacques Tourneur...). En 1954, il joue au théâtre avec James Dean. Comme des acteurs américains des années 1950-1960 pouvaient l'être, il est rompu à plusieurs disciplines et chante en anglais et sans doublage dans les comédies musicales auxquelles il participe outre-Atlantique (Gigi avec Leslie Caron et Maurice Chevalier et Can-Can aux côtés de Shirley MacLaine et Frank Sinatra) ou lors d'une scène romantique comme son duo avec Ann-Margret dans Made in Paris (1966).
Il revient occasionnellement tourner en Europe, en France pour notamment Rue de l'Estrapade de Jacques Becker, La mariée est trop belle avec Brigitte Bardot, une adaptation en deux époques du Comte de Monte-Cristo réalisée par Claude Autant-Lara, Mathias Sandorf d'après Jules Verne, Peau d'espion avec Bernard Blier, où il campe un écrivain qui doit se mettre au service du contre-espionnage et devenir tueur à gages ; au Royaume-Uni (Le Prisonnier du Temple au côté de Belinda Lee) ; en Italie (le péplum Les Vierges de Rome, Le Désordre de Franco Brusati), mais continue de mener principalement une carrière américaine.
Dans les années 1980, il travaille avec Wes Craven et interprète le rôle du méchant dans un film de la série des James Bond, Octopussy (1983), puis interprète le rôle de Pierre de Coubertin à la télévision américaine (où il avait déjà joué D'Artagnan, Dracula et un meurtrier dans un épisode de Columbo la décennie précédente) en 1984.
Louis Jourdan prendra sa retraite de comédien en 1991, juste après le tournage du film Year of the Comet, de Peter Yates, qui sortira en 1992.
Louis Jourdan a l'honneur peu courant d'avoir deux étoiles à son nom (musique et télévision) sur le Walk of Fame d'Hollywood Boulevard.
Le 22 juillet 2010, Louis Jourdan reçoit la Légion d'honneur des mains de l'ambassadeur français Pierre Vimont. La cérémonie se déroule à Los Angeles en présence de Mme Jourdan, de Kirk Douglas et de Sidney Poitier, grands amis de Louis Jourdan,.

### Vie privée
Louis Jourdan est marié avec Berthe Frédérique Pacart dite « Quique », du 11 mars 1946 jusqu'à la mort de son épouse en 2014.
Son fils, Louis Henry Jourdan, est né le 6 octobre 1951. En décembre 1969, il est arrêté par la police d'Hollywood pour détention de marijuana et relâché contre le versement d'une caution, en attendant son jugement. Il meurt à l'âge de 29 ans le 12 mai 1981 d'une overdose. Il est enterré au Westwood Village Memorial Park Cemetery à Los Angeles.
Durant les années 1960, Louis Jourdan entretient une liaison avec Denise Le Mentec, avec qui il a un fils non reconnu.

### Mort
Louis Jourdan meurt le 14 février 2015 à son domicile de Beverly Hills situé au 1139 Maybrook Drive dans le Comté de Los Angeles.

## Théâtre

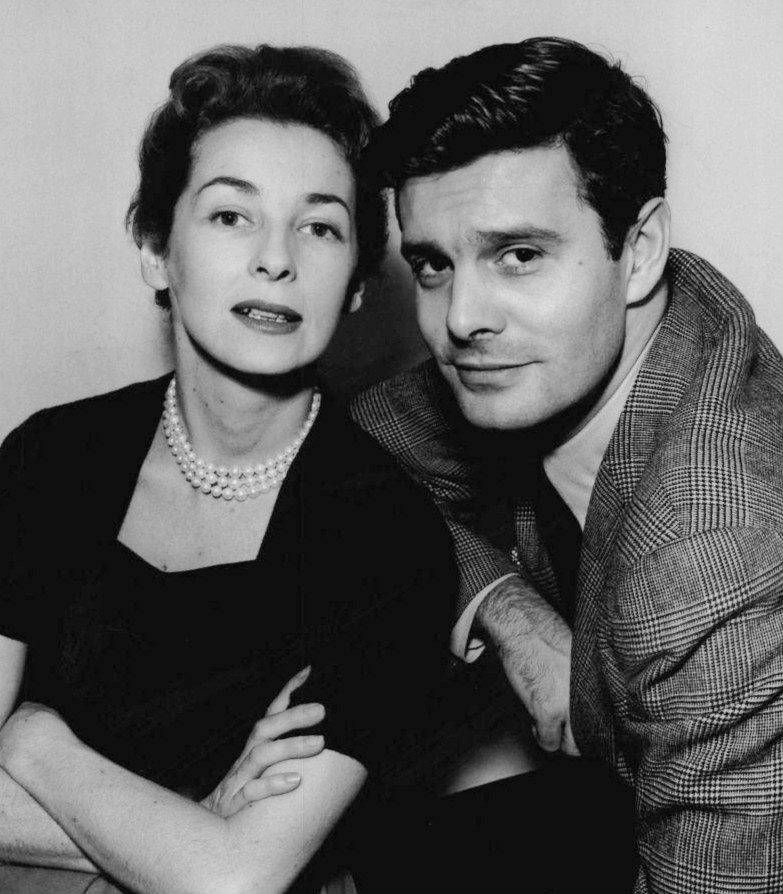
Louis Jourdan et l'actrice Felicia Montealegre en marge de la pièce Tonight in Samarkand (janvier 1955).

- 1948 : Serena Blandish de S.N. Behrman , La Jolla Playhouse (en), La Jolla, Californie , du 8 au 15 août , avec Jennifer Jones, Constance Collier, Mildred Natwick
- 1954 : L'Immoraliste, drame d'Augustus et Ruth Goetz d'après le récit L'Immoraliste d'André Gide, mise en scène Daniel Mann, Royale Theatre, New York , avec Geraldine Page et James Dean.
- 1955 : Tonight in Samarkand, adaptation anglaise par Lorenzo Semple Jr. du drame Ce soir à Samarcande de Jacques Deval[note 2], mise en scène Alan Schneider, Morosco Theatre/Broadway (New York), avec Theodore Bikel[15],[16].
- 1965 : On a Clear Day You Can See Forever, comédie musicale d'Alan Jay Lerner (lyrics) et musique de Burton Lane, mise en scène Robert Lewis. Comédie musicale apparemment créée au Colonial Theatre de Boston en septembre 1965 avec Louis Jourdan (docteur Mark Bruckner) et Barbara Harris (Daisy Gamble) en tête d'affiche. Mais, en octobre à New York, c'est John Cullum qui reprend le rôle masculin principal au Mark Hellinger Theatre de Broadway[note 3].
- 1970 : The Marriage-Go-Round de Leslie Stevens, 1970 Tour incluant Dayton, Ohio au Veterans Memorial Auditorium, Columbus, Ohio (June 30 - July 5, 1970) , avec Vivian Blaine et June Wilkinson
- 1973 : Private Lives de Noël Coward , 1973 Tour incluant Baltimore et Chicago avec Barbara Rush et Elizabeth Swain.
- 1975 : The Pleasure of His Company de Samuel A. Taylor , Arlington Park Theater, Chicago , avec Lana Turner et Allan Hunt
- 1978 : 13 Rue de l'Amour, adaptation anglaise par Eric Mawby Green et Edward Allen Feilbert du vaudeville Monsieur chasse ! de Georges Feydeau, mise en scène Basil Langton, Circle in the Square Theatre/Broadway (New York), avec Bernard Fox et Kathleen Freeman.

## Filmographie

### Cinéma

#### Années 1930
- 1939 : Le Corsaire[17] de Marc Allégret : Jones

#### Années 1940
- 1940 : La Comédie du bonheur de Marcel L'Herbier : Fédor
- 1940[18] : Untel père et fils de Julien Duvivier : Christian Froment[19]
- 1941 : Premier Rendez-vous d'Henri Decoin : Pierre
- 1941 : Parade en sept nuits de Marc Allégret : Freddy, le clown
- 1942 : L'Arlésienne de Marc Allégret : Frédéri
- 1942 : La Belle Aventure de Marc Allégret : André d'Éguzon
- 1944 : Les Petites du quai aux fleurs de Marc Allégret : Francis
- 1945 : Félicie Nanteuil de Marc Allégret : Robert de Ligny
- 1945 : La Vie de bohème de Marcel L'Herbier : Rodolphe
- 1947 : Le Procès Paradine (The Paradine Case) d'Alfred Hitchcock : André Latour
- 1948 : Lettre d'une inconnue (Letter from an Unknown Woman) de Max Ophüls : Stefan Brand
- 1948 : La Vérité nue (No Minor Vices) de Lewis Milestone : Octavio Quaglini
- 1949 : Madame Bovary de Vincente Minnelli : Rodolphe Boulanger

#### Années 1950
- 1951 : L'Oiseau de paradis (Bird of Paradise) de Delmer Daves : Andre Laurence
- 1951 : La Flibustière des Antilles (Anne of the Indies) de Jacques Tourneur : le capitaine Pierre François LaRochelle
- 1952 : Sacré printemps... (The Happy Time) de Richard Fleischer : l'oncle Desmond Bonnard
- 1953 : Rue de l'Estrapade de Jacques Becker : Henri Laurent
- 1953 : Pages galantes de Boccace (Decameron Nights) d'Hugo Fregonese : Giovanni Boccaccio / Paganino / Guilio / Don Bertando
- 1954 : La Fontaine des amours (Three Coins in the Fountain) de Jean Negulesco : le prince Dino di Cessi
- 1956 : La mariée est trop belle de Pierre Gaspard-Huit : Michel Bellanger
- 1956 : Le Cygne (The Swan) de Charles Vidor : le docteur Nicholas Agi

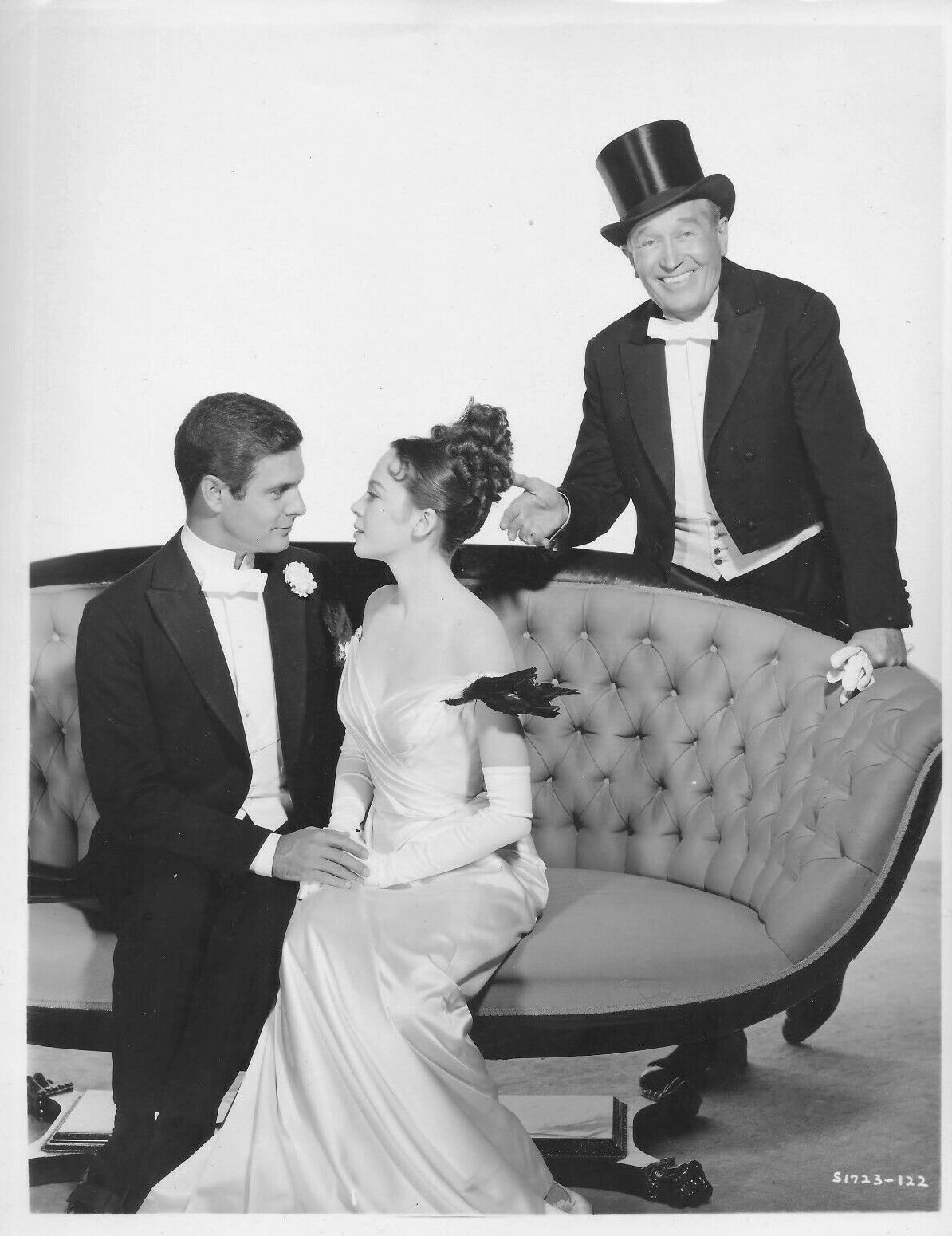
Photo promotionnelle avec Leslie Caron et Maurice Chevalier pour Gigi (1958) de Vincente Minnelli.

- 1956 : Le Diabolique M. Benton (Julie) d'Andrew L. Stone : Lyle Benton
- 1957 : Escapade de Ralph Habib : Frank
- 1958 : Le Prisonnier du Temple (Dangerous Exile) de Brian Desmond Hurst : le duc Philippe de Beauvais
- 1958 : Gigi de Vincente Minnelli : Gaston Lachaille
- 1959 : Rien n’est trop beau (The Best of Everything) de Jean Negulesco : David Wilder Savage

#### Années 1960
- 1960 : Can-Can de Walter Lang : Philipe Forrestier
- 1961 : Les Vierges de Rome (Le vergini di Roma) de Carlo Ludovico Bragaglia et Vittorio Cottafavi : Drusco
- 1961 : Le Comte de Monte-Cristo de Claude Autant-Lara : Edmond Dantès / le comte de Monte-Cristo
- 1962 : Le Désordre (Il disordine) de Franco Brusati : Tom
- 1962 : Leviathan de Léonard Keigel : Paul
- 1963 : Mathias Sandorf de Georges Lampin : le comte Mathias Sandorf
- 1963 : Irma la Douce de Billy Wilder : le narrateur (voix off)[20]
- 1963 : Hôtel international (The V.I.P.s) d'Anthony Asquith : Marc Champselle
- 1966 : Made in Paris de Boris Sagal : Marc Fontaine
- 1966 : Les Sultans de Jean Delannoy : Laurent Messager
- 1967 : Peau d'espion d'Édouard Molinaro : Charles Beaulieu
- 1967 : Les Aventures extraordinaires de Cervantes (Cervantes) de Vincent Sherman : le cardinal Giulio Acquaviva
- 1968 : La Puce à l'oreille (A Flea in Her Ear) de Jacques Charon : Henri Tournel

#### Années 1970
- 1975 : Le téléphone pleure (Piange... il telefono) de Lucio De Caro : Alberto Landi
- 1977 : Plus ça va, moins ça va de Michel Vianey : Paul Tango
- 1978 : Banco à Las Vegas (Silver Bears) d'Ivan Passer : le prince de Syracuse

#### Années 1980
- 1982 : La Créature du marais (Swamp Thing) de Wes Craven : le docteur Anton Arcane
- 1983 : Octopussy de John Glen : Kamal Khan
- 1983 : Double Deal de Brian Kavanagh : Peter Sterling
- 1987 : Grand Larceny de Jeannot Szwarc : Charles Grand
- 1988 : Counterforce (Escuadrón) de José Antonio de la Loma : Kassar
- 1989 : La Créature du lagon : Le Retour (The Return of Swamp Thing) de Jim Wynorski : le docteur Anton Arcane

#### Années 1990
- 1992 : L'Année de la comète (Year of the Comet) de Peter Yates : Philippe

### Télévision

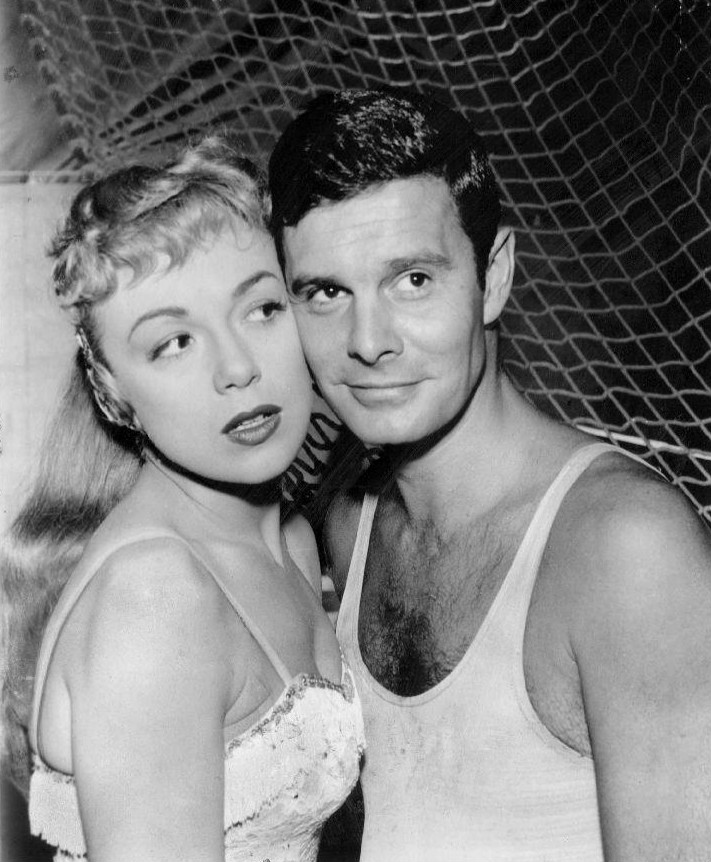
Louis Jourdan en 1959 et l'actrice Edie Adams dans l'épisode The Falling Angel de la série General Electric Theater.

- 1953 : A String of Blue Beads, téléfilm d'Alan Dinehart : Peter
- 1954 : Chasse au crime (Paris Precinct), série de Sobey Martin : l'inspecteur Beaumont
- 1954 : Your Show of Shows, Cid Caesar , écrit par Mel Brooks
- 1954 : Robert Montgomery Presents, épisode Le salaire de la peur (Wages of Fear), série de Norman Felton
- 1954 : The Elgin Hour, épisode Warm Clay : Ben Cory
- 1955 : Studio One, série : Marc
- 1955 : Climax!, série : Pierre Mendès France
- 1955 : Minus Three Thousand, série : l'inspecteur Bolbec
- 1956 : Playhouse 90, série : un prince européen
- 1956-1957 : Ford Television Theatre, série : Charles/le comte Lupo-Pietro
- 1958 et 1959 : The Dinah Shore Chevy Show, émission de variétés
- 1959 : General Electric Theater, série, épisode The Falling Angel d'Herschel Daugherty : Angeli
- 1959 : Accent of love, revue télévisée
- 1959 : publicité Halo Shampoo
- 1959 : The Timex Show , réalisé par Frank Satenstein
- 1960 : Gaslight , réalisé par George More O'Ferrall
- 1963 : The Danny Kaye Show , série
- 1964 : The Judy Garland Show , CBS série, invité,
- 1964 : The Hollywood Palace , Episode #1.18 , samedi 2 mai ,  ABC série , présentateur
- 1964 : Le Plus Grand Chapiteau du monde (The Greatest Show on Earth), série : Kurt Von Hecht
- 1964 : Kraft Suspense Theatre, série : le colonel Bertine
- 1967, 1968 et 1971 : Sur la piste du crime (The F.B.I), série : le colonel Lorenz Tabor / André Vesalian
- 1968 : To Die in Paris, téléfilm de Charles S. Dubin et Allen Reisner : le colonel Bertine Westrex
- 1968 : Les Règles du jeu (The Name of the Game), série : Mario Lompardi
- 1969 : Le Miroir de la mort (Fear No Evil), téléfilm de Paul Wendkos : David Sorell
- 1969 : Le Complot du silence (Run a Crooked Mile), téléfilm de Gene Levitt : Richard Stuart
- 1970 : Ritual of Evil, téléfilm de Robert Day : David Sorell
- 1973 : The Great American Beauty Contest, téléfilm de Robert Day : Ralph Dupree
- 1973 : émission Cole Porter In Paris
- 1975 : Le Comte de Monte-Cristo, téléfilm de David Greene : De Villefort
- 1977, publicité Dodge Monaco
- 1977 : L'Homme au masque de fer, téléfilm de Mike Newell : D'Artagnan
- 1977 : Count Dracula, mini-série : le comte Dracula
- 1978 : Columbo : Meurtre à la carte : Paul Gerard
- 1979 : Terreur à bord (The French Atlantic Affair), feuilleton : le capitaine Charles Girodt
- 1980 : Drôles de dames (Charlie's Angels), série : le docteur Redmont
- 1980 : publicité Canada Dry Sparkling Water
- 1980-1981 : Vegas, série : Nicholas Rambeau
- 1982 : For Love of Angela, téléfilm de Rudy Veyar : l'invité
- 1984 : publicité  Champagne J. ROGÉT
- 1984 : The First Olympics: Athens 1896, télésuite d'Alvin Rakoff : le baron Pierre de Coubertin
- 1984 : Cover Up, série : George LeMare
- 1984 : Hôtel, série d'Aaron Spelling : Adam Vidocq
- 1985 : promotion d'Hamilton Cove, Catalina Island , TV commercial
- 1986 : Les Reines de la nuit (Beverly Hills Madam) d'Harvey Hart (téléfilm) : Douglas Corbin

## Discographie
- Série Babar the Elephant. Les aventures de Babar, de Jean de Brunhoff et Laurent de Brunhoff, contées en anglais par Louis Jourdan, musique composée et dirigée par Don Heckmann :
  - 1975 : The Story of Babar, 45 tours Caedmon Records SP 85.
  - 1975 : The Story of Babar et The Travels of Babar, 33 tours Caedmon Records TC 1486.
  - 1976 : Babar and Father Christmas et Babar and His Children, 33 tours Caedmon Records TC 1488.
  - 1977 : Babar Comes to America et Babar's Birthday Surprise, 33 tours Caedmon Records TC 1551.
  - 1978 : Babar's Mystery et Babar and the Wully-Wully, 33 tours Caedmon Records TC 1583.

## Distinctions

### Décoration
- 22 juillet 2010 :  Chevalier de la Légion d'honneur [10],[11].

### Récompenses
- Donaldson Awards : Meilleur espoir masculin 1954 pour la pièce de théâtre L'Immoraliste
- Laurel Awards 1959 : Golden Laurel, 2e place du meilleur interprète dans un film musical pour Gigi.
- 8 février 1960 — 2 Étoiles sur le Walk of Fame aux no 6153 et no 6445 de l'Hollywood Boulevard : Musique (interprète de film musical) et Télévision.

### Nomination
- Golden Globes 1959 : nommé pour le Golden Globe du meilleur acteur dans un film musical ou une comédie pour Gigi.